# Luitgarde van Alemanië
Luitgarde van Alemanië (overleden te Tours op 4 juni 800) was van 794 tot aan haar dood koningin-gemalin van het Frankische Rijk.

## Levensloop
Luitgarde was een Alemanische edelvrouw over wie zeer weinig bekend is. 
Aangenomen wordt dat ze in 794 huwde met Karel de Grote (747-814), nadat diens vorige echtgenote Fastrade was gestorven. Dit is op basis van bronnenonderzoek echter twijfelachtig. Ook is onzeker of Karel en Luitgarde een wettig huwelijk waren aangegaan. Luitgarde werd in elk geval omschreven als een grote schoonheid met hogere opleiding en door Alcuinus bejubeld in brieven. Ook had ze blijkbaar enige politieke invloed.
Luitgarde stierf in juni 800 in het Saint-Martinklooster in Tours, waar ze ook werd bijgezet. Na haar dood zou Karel de Grote niet meer hertrouwen.